# Dactyloceras vingerhoedti
Dactyloceras vingerhoedti is een vlinder uit de familie herfstspinners (Brahmaeidae). De wetenschappelijke naam is voor het eerst geldig gepubliceerd in 2005 door Bouyer.
De soort komt voor in het Afrotropisch gebied.